# Sejmik Województwa Wielkopolskiego
Sejmik Województwa Wielkopolskiego – organ stanowiący i kontrolny samorządu województwa wielkopolskiego. Istnieje od 1998 roku. Obecna, VII kadencja Sejmiku, trwa w latach 2024–2029.
Sejmik Województwa Wielkopolskiego składa się z 39 radnych, wybieranych w województwie wielkopolskim w wyborach bezpośrednich na kadencje trwające 5 lat (w latach 1998–2018 kadencja trwała 4 lata).
Siedzibą sejmiku województwa jest Poznań.
Przewodniczącą Sejmiku Województwa Wielkopolskiego jest Tatiana Sokołowska, a marszałkiem województwa wielkopolskiego Marek Woźniak.

## Wybory do Sejmiku
okręg wyborczy nr 1 – 5 radnych
     okręg wyborczy nr 2 – 7 radnych
     okręg wyborczy nr 3 – 8 radnych
     okręg wyborczy nr 4 – 5 radnych
     okręg wyborczy nr 5 – 7 radnych
     okręg wyborczy nr 6 – 7 radnych

Okręgi wyborcze do Sejmiku Województwa Wielkopolskiego
okręg wyborczy nr 1 – 5 radnych
okręg wyborczy nr 2 – 7 radnych
okręg wyborczy nr 3 – 8 radnych
okręg wyborczy nr 4 – 5 radnych
okręg wyborczy nr 5 – 7 radnych
okręg wyborczy nr 6 – 7 radnych

Radni do Sejmiku Województwa Wielkopolskiego są wybierani w wyborach co 5 lat (do 2014 co 4) w sześciu okręgach wyborczych, które nie mają swoich oficjalnych nazw. Zasady i tryb przeprowadzenia wyborów określa odrębna ustawa. Skrócenie kadencji sejmiku może nastąpić w drodze referendum wojewódzkiego.
| Okręg wyborczy | Liczba radnych | Miasta na prawach powiatu | Powiaty |
| -------------- | -------------- | ------------------------- | --- |
| 1              | 5              | Poznań                    | brak |
| 2              | 7              | brak                      | chodzieski, czarnkowsko-trzcianecki, międzychodzki, obornicki, pilski, szamotulski, wągrowiecki, złotowski |
| 3              | 8              | brak                      | poznański, śremski, średzki, gnieźnieński, wrzesiński                                                      |
| 4              | 5              | Konin                     | koniński, kolski, słupecki, turecki                                                                        |
| 5              | 7              | Kalisz                    | kępiński, kaliski, ostrowski, ostrzeszowski, jarociński, pleszewski                                        |
| 6              | 7              | Leszno                    | leszczyński, gostyński, grodziski, kościański, krotoszyński, nowotomyski, rawicki, wolsztyński             |

## Organizacja Sejmiku
Sejmik tworzy 39 radnych, wybierających spośród siebie przewodniczącego i 3 wiceprzewodniczących. Radni pracują w tematycznych komisjach stałych i doraźnych. Komisje stałe:
Komisja Budżetowa
Komisja Edukacji i Nauki
Komisja Gospodarki
Komisja Kultury
Komisja Kultury Fizycznej i Turystyki
Komisja Ochrony Środowiska i Gospodarki Wodnej
Komisja Planowania Przestrzennego i Infrastruktury Technicznej
Komisja Rewizyjna
Komisja Rodziny i Polityki Społecznej
Komisja Rolnictwa i Rozwoju Wsi
Komisja Skarg, Wniosków i Petycji
Komisja Statutowa
Komisja Strategii Rozwoju Regionalnego i Współpracy Międzynarodowej
Komisja Zdrowia i Bezpieczeństwa Publicznego

## Radni Sejmiku (stany na koniec kadencji)

### I kadencja (1998–2002)
SLD: 29 
     PS: 5 
     UW: 5 
     AWS: 21 
Prezydium
- Przewodniczący: Jan Grzesiek
  - Wiceprzewodniczący: Zenon Kułaga
  - Wiceprzewodniczący: Dominik Ludwiczak
  - Wiceprzewodniczący: Dariusz Szymczak

Lista radnych
Wybrani z list Sojuszu Lewicy Demokratycznej:
- Wojciech Adaszewski, Zbigniew Ajchler, Tadeusz Bartz, Jerzy Błoszyk (Partia Ludowo-Demokratyczna), Piotr Chojnacki (PLD), Mirosław Chojnicki, Zbigniew Domagała, Edward Horoszkiewicz, Czesław Janicki, Witold Kapczyński, Marian Kasperski, Zdzisław Kasprzyk, Kazimierz Kościelny, Bartłomiej Krasicki (Stowarzyszenie Polityczne „Oko”), Krystyna Kubicka-Sztul, Ireneusz Krupka, Krystyna Kubicka-Sztul, Zenon Kułaga, Bronisław Małecki, Jerzy Małecki, Andrzej Masiakowski, Zenon Nowak, Czesław Płócienniczak, Ryszard Przybylski, Stanisław Sikorski, Bolesław Stanikowski, Marian Witkowski (Stowarzyszenie Polityczne „Oko”), Irena Wojewódzka-Kucz, Marian Zawadka

Wybrani z list Akcji Wyborczej Solidarność:
- Piotr Buczkowski (Stronnictwo Konserwatywno-Ludowe – Ruch Nowej Polski), Zbigniew Czerwiński (Prawo i Sprawiedliwość), Lech Dymarski (Platforma Obywatelska), Piotr Florek (PO), Antoni Gawroch, Jacek Konowalski (PO), Paweł Kurz (PO), Mirosław Kruszyński (Ruch Społeczny), Józef Napierała (PO), Jacek Olbiński (PiS), Jan Podmaski (PO), Andrzej Porawski (PO), Antoni Puchała, Władysław Rozwadowski, Roman Skrzypczak (RS), Dariusz Szymczak (RS), Bogdan Trepiński, Piotr Walerych, Aleksander Wojtczak, Wojciech Ziemniak (PO), Jerzy Żurawiecki

Wybrani z list Przymierza Społecznego:
- Jan Grzesiek (Polskie Stronnictwo Ludowe), Jan Kopczyk (PSL), Dominik Ludwiczak (PSL), Józef Poniecki (PSL), Rafał Skoczylas (Liga Polskich Rodzin)

Wybrani z list Unii Wolności:
- Ewa Borkowska-Bagieńska, Ewa Dalc (Platforma Obywatelska), Wiktor Geisler, Jan Koziołek (PO), Ewa Socha

### II kadencja (2002–2006)
SLD-UP: 13 
     Samoobrona: 7 
     PSL: 5 
     POPiS: 8 
     LPR: 6 
Prezydium
- Przewodniczący: Zbigniew Czerwiński
  - Wiceprzewodniczący: Elżbieta Barys
  - Wiceprzewodniczący: Jan Grzesiek
  - Wiceprzewodniczący: Kazimierz Kościelny

Kluby radnych
- Sojusz Lewicy Demokratycznej – 10 radnych:
  - Izabela Dylewska, Kazimierz Kościelny, Zenon Kułaga, Krystyna Marszałek, Stefan Mikołajczak, Tadeusz Polowczyk, Wiesław Romanowski, Leszek Sikorski, Zbyszko Szmaj, Zbigniew Winczewski
- Platforma Obywatelska – Prawo i Sprawiedliwość – 9 radnych:
  - PiS – Zbigniew Czerwiński, Maja Jankowska, Przemysław Smulski, Dariusz Szymczak, Andrzej Urbaniak
  - PO – Lech Dymarski, Sławomir Poszwa, Marian Poślednik, Jarosław Wujkowski
- Liga Polskich Rodzin – 7 radnych:
  - Elżbieta Barys, Krzysztof Marciniec, Marek Nowak, Przemysław Piasta, Rafał Skoczylas, Benedykt Wawrzyniak, Lidia Wiśniewska
- Polskie Stronnictwo Ludowe – 6 radnych:
  - Jan Grzesiek, Aleksandra Jaroniewska, Józef Lewandowski, Jerzy Mikołajczak, Zbigniew Nowak, Józef Poniecki
- Samoobrona Rzeczpospolitej Polskiej – 4 radnych:
  - Edward Bartocha, Tomasz Budner, Hubert Książkiewicz, Urszula Kuświk
- Socjaldemokracja Polska – Unia Pracy – 3 radnych:
  - SDPL – Zbigniew Ajchler, Jarosław Grobelny
  - UP – Józef Fiksa

### III kadencja (2006–2010)
LiD: 7 
     PSL: 5 
     PO: 15 
     PiS: 12 
Prezydium
- Przewodniczący: Lech Dymarski
  - Wiceprzewodniczący: Zbigniew Czerwiński
  - Wiceprzewodniczący: Jerzy Kado
  - Wiceprzewodniczący: Kazimierz Kościelny

Kluby radnych
- Platforma Obywatelska – 16 radnych:
  - Maciej Dąbrowski, Adam Duda, Lech Dymarski, Maria Grabkowska, Krzysztof Kaleta, Killion Munyama, Barbara Nowak, Maria Paradowska, Sławomir Poszwa, Krystyna Poślednia, Marian Poślednik, Tomasz Szrama, Maciej Wituski, Leszek Wojtasiak, Marek Woźniak, Rafał Żelanowski
- Prawo i Sprawiedliwość – 10 radnych:
  - Elżbieta Barys (Stronnictwo Ludowe „Ojcowizna”), Leszek Bierła, Agnieszka Chmielewska, Arkadiusz Chmielewski, Lidia Czechak, Zbigniew Czerwiński, Andrzej Grzeszczak, Maja Jankowska, Marcin Porzucek, Przemysław Smulski
- Lewica – 6 radnych:
  - Sojusz Lewicy Demokratycznej – Zbigniew Ajchler, Bogumiła Hromiak-Paprzycka, Kazimierz Kościelny, Zbigniew Winczewski, Maciej Wiśniewski
  - Unia Pracy – Waldemar Witkowski
- Polskie Stronnictwo Ludowe – 5 radnych:
  - Czesław Cieślak, Jan Grzesiek, Zbigniew Haupt, Wojciech Jankowiak, Jerzy Kado
- Niezrzeszeni – 2 radnych:
  - Sylwia Pusz (Socjaldemokracja Polska)
  - Artur Różański (niezależny, poprzednio PiS)

### IV kadencja (2010–2014)
SLD: 9 
     PSL: 7 
     PO: 17 
     PiS: 6 
Prezydium
- Przewodniczący: Lech Dymarski
  - Wiceprzewodniczący: Jerzy Kado
  - Wiceprzewodniczący: Kazimierz Pałasz
  - Wiceprzewodniczący: Małgorzata Stryjska

Kluby radnych
- Platforma Obywatelska – 18 radnych:
  - Zbigniew Ajchler, Jarosław Berendt, Tomasz Bugajski, Joanna Ciechanowska-Barnuś, Mariola Czarnota, Maciej Dąbrowski, Karolina Duda, Lech Dymarski, Bartosz Dziewiałtowski-Gintowt, Maria Grabkowska, Barbara Nowak, Tatiana Sokołowska, Henryk Szopiński, Bogdan Trepiński, Hieronim Urbanek, Maciej Wituski, Marek Woźniak, Rafał Żelanowski
- Sojusz Lewicy Demokratycznej – 7 radnych:
  - Seweryn Kaczmarek, Karol Kujawa, Stefan Mikołajczak, Andrzej Mroziński, Kazimierz Pałasz, Maciej Wiśniewski, Waldemar Witkowski (Unia Pracy)
- Polskie Stronnictwo Ludowe – 7 radnych:
  - Czesław Cieślak, Krzysztof Grabowski, Jan Grzesiek, Zbigniew Haupt, Wojciech Jankowiak, Jerzy Kado, Franciszek Marszałek
- Prawo i Sprawiedliwość – 5 radnych:
  - Zbigniew Czerwiński, Jan Mosiński, Marcin Porzucek, Marek Sowa, Małgorzata Stryjska

### V kadencja (2014–2018)
SLD Lewica Razem: 4 
     PO: 13 
     PSL: 12 
     TW: 2 
     PiS: 8 
Prezydium
- Przewodniczący: Zofia Szalczyk
  - Wiceprzewodniczący: Zofia Itman
  - Wiceprzewodniczący: Mirosława Rutkowska-Krupka
  - Wiceprzewodniczący: Waldemar Witkowski

Kluby radnych
- Platforma Obywatelska – 14 radnych:
  - Jarosław Berendt, Stefan Mikołajczak, Bożena Nowacka, Krzysztof Piwoński, Andrzej Pospieszyński, Mirosława Rutkowska-Krupka, Tatiana Sokołowska, Henryk Szopiński, Małgorzata Waszak, Maciej Wituski, Marzena Wodzińska, Leszek Wojtasiak, Marek Woźniak, Rafał Żelanowski
- Polskie Stronnictwo Ludowe – 12 radnych:
  - Czesław Cieślak, Krzysztof Grabowski, Jan Grzesiek, Mikołaj Grzyb, Wojciech Jankowiak, Julian Jokś, Jerzy Kado, Mirosława Kaźmierczak, Anna Majda, Ryszard Napierała, Jan Pikulik, Zofia Szalczyk
- Prawo i Sprawiedliwość – 8 radnych:
  - Leszek Bierła, Zbigniew Czerwiński, Sławomir Hinc, Włodzimierz Ignasiński, Zofia Itman, Karol Kozan (Prawica Rzeczypospolitej), Marek Sowa, Dariusz Szymczak
- Sojusz Lewicy Demokratycznej – Unia Pracy – 3 radnych:
  - SLD – Kazimierz Pałasz, Wiesław Szczepański
  - UP – Waldemar Witkowski
- Niezrzeszeni – 2 radnych (obaj Teraz Wielkopolska):
  - Ryszard Grobelny, Mirosław Kruszyński

### VI kadencja (2018–2024)
SLD Lewica Razem: 3 
     KO: 15 
     PSL: 7 
     BS: 1 
     PiS: 13 
Prezydium
- Przewodniczący: Małgorzata Waszak-Klepka
  - Wiceprzewodniczący: Marek Gola
  - Wiceprzewodniczący: Agnieszka Grzechowiak

Kluby radnych
- Platforma Obywatelska – 15 radnych:
  - Przemysław Ajchler, Jacek Bogusławski, Marta Dzikowska, Marek Gola, Filip Kaczmarek, Ewa Panowicz, Andrzej Pichet, Patrycja Przybylska, Mirosława Rutkowska-Krupka, Tatiana Sokołowska, Paulina Stochniałek, Henryk Szymański, Małgorzata Waszak-Klepka, Marzena Wodzińska, Marek Woźniak
- Prawo i Sprawiedliwość – 13 radnych:
  - Leszek Bierła, Krzysztof Błaszczyk, Adam Bogrycewicz, Zbigniew Czerwiński, Witosław Gibasiewicz (Porozumienie), Łukasz Grabowski, Zofia Itman, Andrzej Plichta, Robert Popkowski (Suwerenna Polska), Krzysztof Sobczak, Marek Sowa, Małgorzata Stryjska, Łucja Zielińska (OdNowa RP)
- Polskie Stronnictwo Ludowe – 6 radnych:
  - Czesław Cieślak, Krzysztof Grabowski, Jan Grzesiek, Wojciech Jankowiak, Ryszard Napierała, Zofia Szalczyk
- Nowa Lewica – 3 radnych:
  - Adam Cukier, Agnieszka Grzechowiak, Krystyna Kubicka-Sztul
- Niezrzeszeni – 1 radny:
  - Jerzy Lechnerowski (Bezpartyjni Samorządowcy)

### VII kadencja (2024–2029)
Lewica: 2 
     KO: 15 
     TD: 7 
     PiS: 15 
Prezydium
- Przewodniczący: Tatiana Sokołowska
  - Wiceprzewodniczący: Henryk Drzewiecki
  - Wiceprzewodniczący: Marek Sowa
  - Wiceprzewodniczący: Agnieszka Wiśniewska

Kluby radnych
- Platforma Obywatelska – 15 radnych:
  - Jacek Bogusławski, Henryk Drzewiecki, Marta Dzikowska, Marta Magda, Barbara Mroczkowska, Paweł Owsianny, Andrzej Pichet, Marian Poślednik, Patrycja Przybylska, Violetta Ratajczak, Tatiana Sokołowska, Paulina Stochniałek, Henryk Szymański, Marzena Wodzińska, Marek Woźniak
- Prawo i Sprawiedliwość – 15 radnych:
  - Leszek Bierła, Adam Bogrycewicz, Grzegorz Fiałkowski, Łukasz Grabowski, Tomasz Ławniczak, Małgorzata Nowak, Wiesław Ratajczak, Romuald Ruszkowski, Katarzyna Rzepecka-Andrzejak, Marek Sowa, Joanna Szczechowska, Dominik Szopa, Piotr Trybek, Michał Zieliński, Filip Żelazny
- Polskie Stronnictwo Ludowe – 4 radnych:
  - Krzysztof Grabowski, Jan Grzesiek, Wojciech Jankowiak, Anna Majda
- Polska 2050 – 3 radnych:
  - Wojciech Firlej, Agnieszka Wiśniewska, Tomasz Wojtiuk
- Niezrzeszeni – 2 radne (obie Nowa Lewica):
  - Katarzyna Kretkowska, Justyna Pankowska

## Oficjalne wyniki wyborów do Sejmiku

### 1998[19]
|  | Komitet wyborczy             | Mandaty |
|  | ---------------------------- | ------- |
|  | Sojusz Lewicy Demokratycznej | 29      |
|  | Akcja Wyborcza Solidarność   | 21      |
|  | Unia Wolności                | 5       |
|  | Przymierze Społeczne         | 5       |
|  | Razem                        | 60      |

### 2002[20]
|  | Komitet wyborczy                               | Mandaty |
|  | ---------------------------------------------- | ------- |
|  | Sojusz Lewicy Demokratycznej – Unia Pracy      | 13      |
|  | Platforma Obywatelska – Prawo i Sprawiedliwość | 8       |
|  | Samoobrona Rzeczpospolitej Polskiej            | 7       |
|  | Liga Polskich Rodzin                           | 6       |
|  | Polskie Stronnictwo Ludowe                     | 5       |
|  | Razem                                          | 39      |

### 2006[21]
|  | Komitet wyborczy           | Mandaty |
|  | -------------------------- | ------- |
|  | Platforma Obywatelska      | 15      |
|  | Prawo i Sprawiedliwość     | 12      |
|  | Lewica i Demokraci         | 7       |
|  | Polskie Stronnictwo Ludowe | 5       |
|  | Razem                      | 39      |

### 2010[22]
|  | Komitet wyborczy             | Mandaty |
|  | ---------------------------- | ------- |
|  | Platforma Obywatelska        | 17      |
|  | Sojusz Lewicy Demokratycznej | 9       |
|  | Polskie Stronnictwo Ludowe   | 7       |
|  | Prawo i Sprawiedliwość       | 6       |
|  | Razem                        | 39      |

### 2014[23]
|  | Komitet wyborczy           | Mandaty |
|  | -------------------------- | ------- |
|  | Platforma Obywatelska      | 13      |
|  | Polskie Stronnictwo Ludowe | 12      |
|  | Prawo i Sprawiedliwość     | 8       |
|  | SLD Lewica Razem           | 4       |
|  | Teraz Wielkopolska         | 2       |
|  | Razem                      | 39      |

### 2018[24]
|  | Komitet wyborczy           | Mandaty |
|  | -------------------------- | ------- |
|  | Koalicja Obywatelska       | 15      |
|  | Prawo i Sprawiedliwość     | 13      |
|  | Polskie Stronnictwo Ludowe | 7       |
|  | SLD Lewica Razem           | 3       |
|  | Bezpartyjni Samorządowcy   | 1       |
|  | Razem                      | 39      |

### 2024[25]
|  | Komitet wyborczy       | Mandaty |
|  | ---------------------- | ------- |
|  | Koalicja Obywatelska   | 15      |
|  | Prawo i Sprawiedliwość | 15      |
|  | Trzecia Droga          | 7       |
|  | Lewica                 | 2       |
|  | Razem                  | 39      |